# Maximilian Schick
Maximilian Schick (russisch Максимилиан Яковлевич Шик; * 12. Apriljul. / 24. April 1884greg. in Moskau; † 8. Februar 1968 ebenda) war ein russisch-deutscher Literaturwissenschaftler und Übersetzer.

## Leben
Von 1892 bis 1907 lebte Schick in Berlin, wo er bis 1906 an der Friedrich-Wilhelms-Universität studierte. Er war Mitglied in Herwarth Waldens „Verein für Kunst“ und stand 1906 dem Moskauer Künstlertheater nahe, als dieses ein Gastspiel in Deutschland gab.
Ab 1907 lebte er wieder in Moskau und war als Ballettkritiker tätig. Im Zweiten Weltkrieg war er im NKFD involviert.
Bedeutend war er außerdem als Übersetzer ins Deutsche. Er war der erste deutsche Übersetzer Gorkis und übersetzte unter anderem Lyrik von Puschkin, Lermontow, Taras Schewtschenko, Alexander Blok und Anna Achmatowa sowie Prosa von Alexei Tolstoi, Leonid Leonow, Konstantin Paustowski und Walentin Katajew.

## Übersetzungen
- Berdy Kerbabajew: Aisoltan. Aus dem Lande des weissen Goldes. Moskau 1952. Stalinpreis 1951.
- Nachdichtungen. Vorwort von Franz Leschnitzer. Berlin: VEB Verl. Kultur u. Fortschritt, 1960. (Sammlung russischer Autoren) DNB 454339569